# Parathyastus alboconspersus
Parathyastus alboconspersus là một loài bọ cánh cứng trong họ Cerambycidae.